# Okliny
Okliny è una frazione polacca del comune di Wiżajny, nel voivodato della 
Podlachia, vicino al confine con la Lituania e l'oblast' di Kaliningrad.
Si trova a circa 8 km a sud-ovest di Wiżajny, a 28 km a nord di Suwałki e a 137 km a nord della capitale del voivodato Białystok.